# Culture de Hamangia
Objets typiques
Poterie
La culture de Hamangia est une culture archéologique du Néolithique moyen, qui s'est développée au Ve millénaire av. J.-C. sur la côte ouest de la mer Noire, autour des bouches du Danube et du Tyras, dans les actuelles régions du Boudjak, de la Dobrogée et de la Ludogorie, entre le cours inférieur du Dniestr dans l'actuelle Ukraine, et la partie orientale des monts Haemos dans l'actuelle Bulgarie.

Néolithique moyen en Europe.

## Historique
Cette culture tire son nom du site de Baia-Hamangia, découvert en 1952 sur les rives du liman Golovitsa, en Roumanie.

## Chronologie
La culture de Hamangia débute alors que les phases les plus tardives de la culture de Dudesti (en) s'achèvent.
Cette culture a duré environ six siècles :
- les sites les plus anciens forment la phase de Medgidia ;
- les sites d'âge moyen (dernier tiers du cinquième millénaire) forment la phase de Golovița, contemporaine de la phase Bolintineanu de la culture de Boian (en) (site de Baia) ;
- les débuts du quatrième millénaire correspondent à la fin de la culture de Hamangia (sites de Ceamurlia et de Mangalia), corrélée avec l'émergence de la culture de Starčevo[5].

La culture de Gumelnița-Kodjadermen-Karanovo subit l'influence de celle de Hamangia et lui succède.

## Habitat
L'habitat, dispersé et non-fortifié, est constitué de chaumières sur poteaux semi-enterrées et construites autour d'un foyer central. Les Hamangiens ont aussi occupé des grottes, devant lesquelles ils ont aménagé des terrasses dans le lœss pour leurs cultures.

## Vestiges archéologiques
On a extrait des sites hamangiens de nombreuses hachettes polies de forme trapézoïdale, à section rectangulaire ou biconvexe. Le silex et l'obsidienne dominent, contrairement aux objets en laiton, qui restent rares et sont surtout des bijoux, comme à Agigea.
La poterie, qui a particulièrement servi à caractériser la culture de Hamangia, est réalisée sans tour, en argile mêlée de sable coquiller en provenance de la mer Noire. Les poteries les plus anciennes sont ornées de barbotines blanches ou jaunes. Les plus récentes sont noires, fines et polies. Outre les bols et les coupes, les Hamangiens utilisaient de nombreux pots ventrus à col droit.
Cette culture se distingue aussi par ses figurines stylisées en grande majorité féminines, assises ou debout. Les plus connues sont les « Penseurs » de Cernavodă, exposés à Constanța, qui représentent, peut-être, un couple de personnages importants ou bien des divinités de cette culture déjà pastorale et agricole.
Les déchets alimentaires des Hamangiens montrent qu'ils cultivaient des céréales et élevaient des caprins et des ovins, cueillaient des racines, pêchaient et chassaient.

## Sépultures
Les Hamangiens inhumaient leurs morts, le plus souvent étendus, plus rarement en position fœtale. Les tombes peuvent être isolées mais le plus souvent sont groupées en nécropoles, parfois importantes comme celle de Cernavodă, contenant plus de 400 tombes. Le mort était entouré d'offrandes : poteries, bijoux, fleurs (on trouve les pollens), denrées alimentaires, outils.

## Galerie

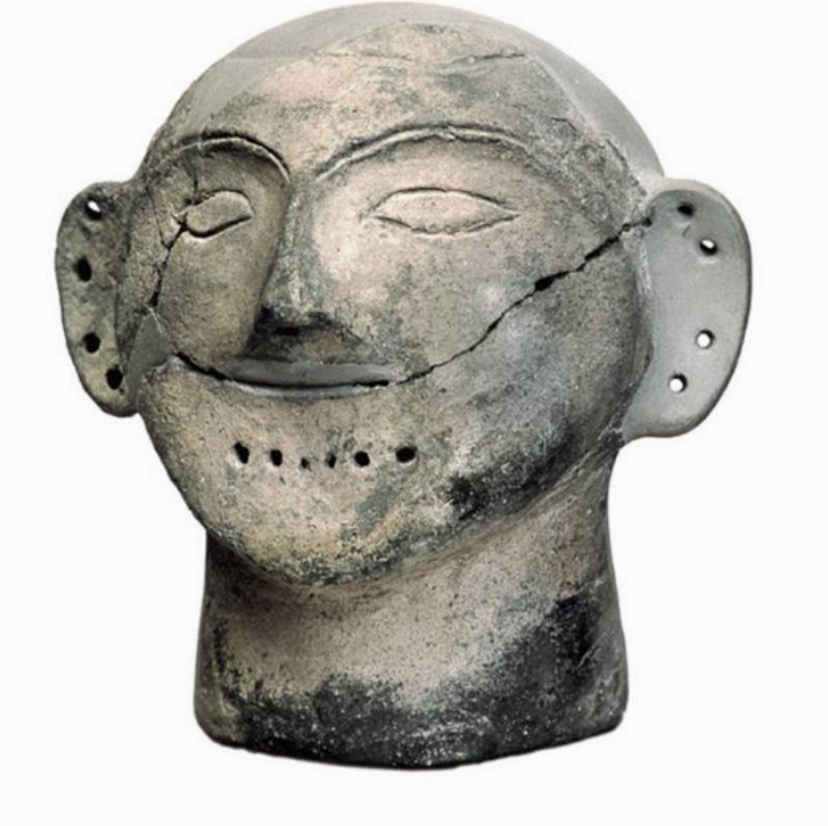
Tête en argile, grandeur nature, 4500-4000 avant notre ère
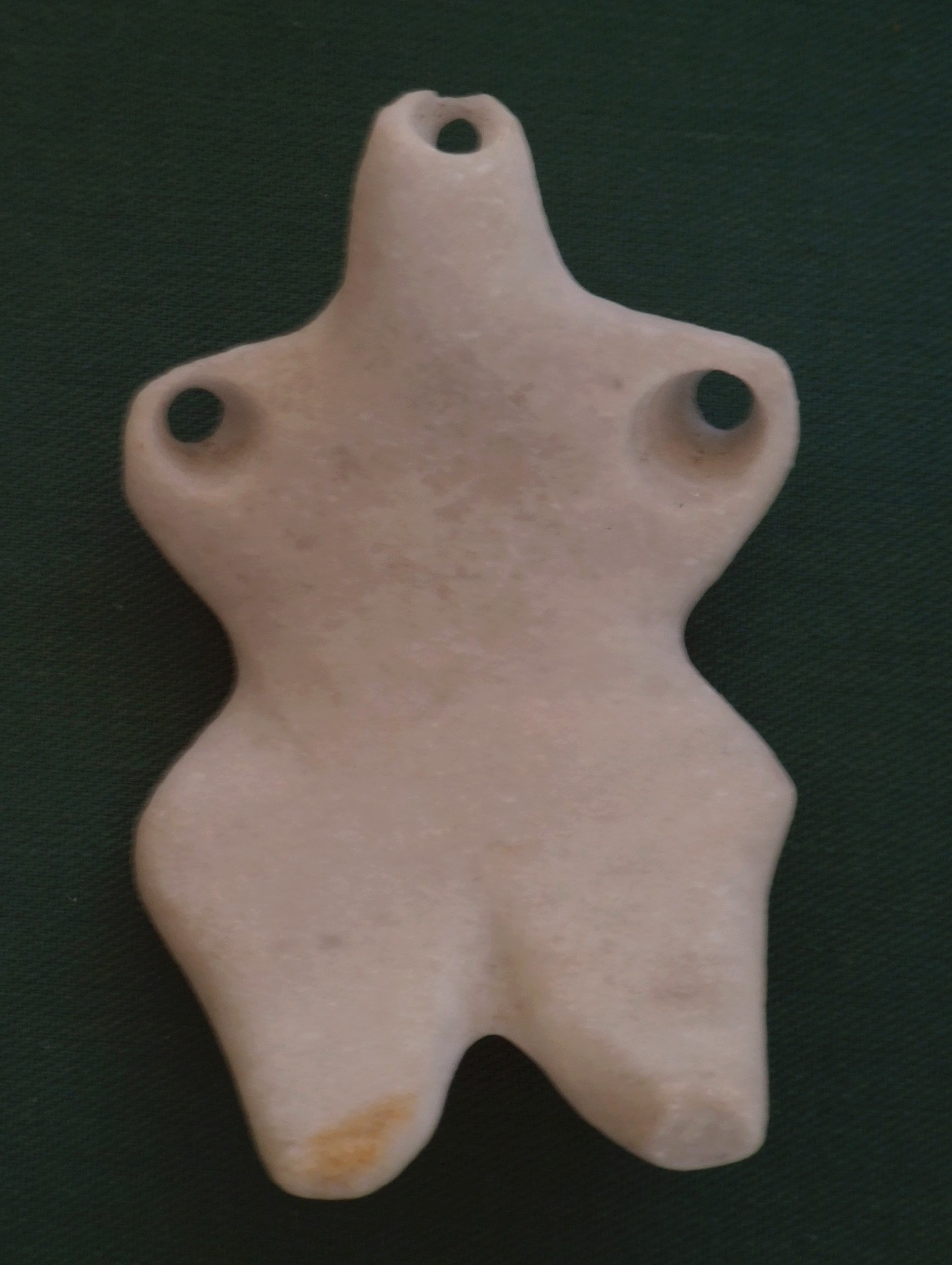
Figurine féminine assise hamangienne, Musée archéologique d'Histria.
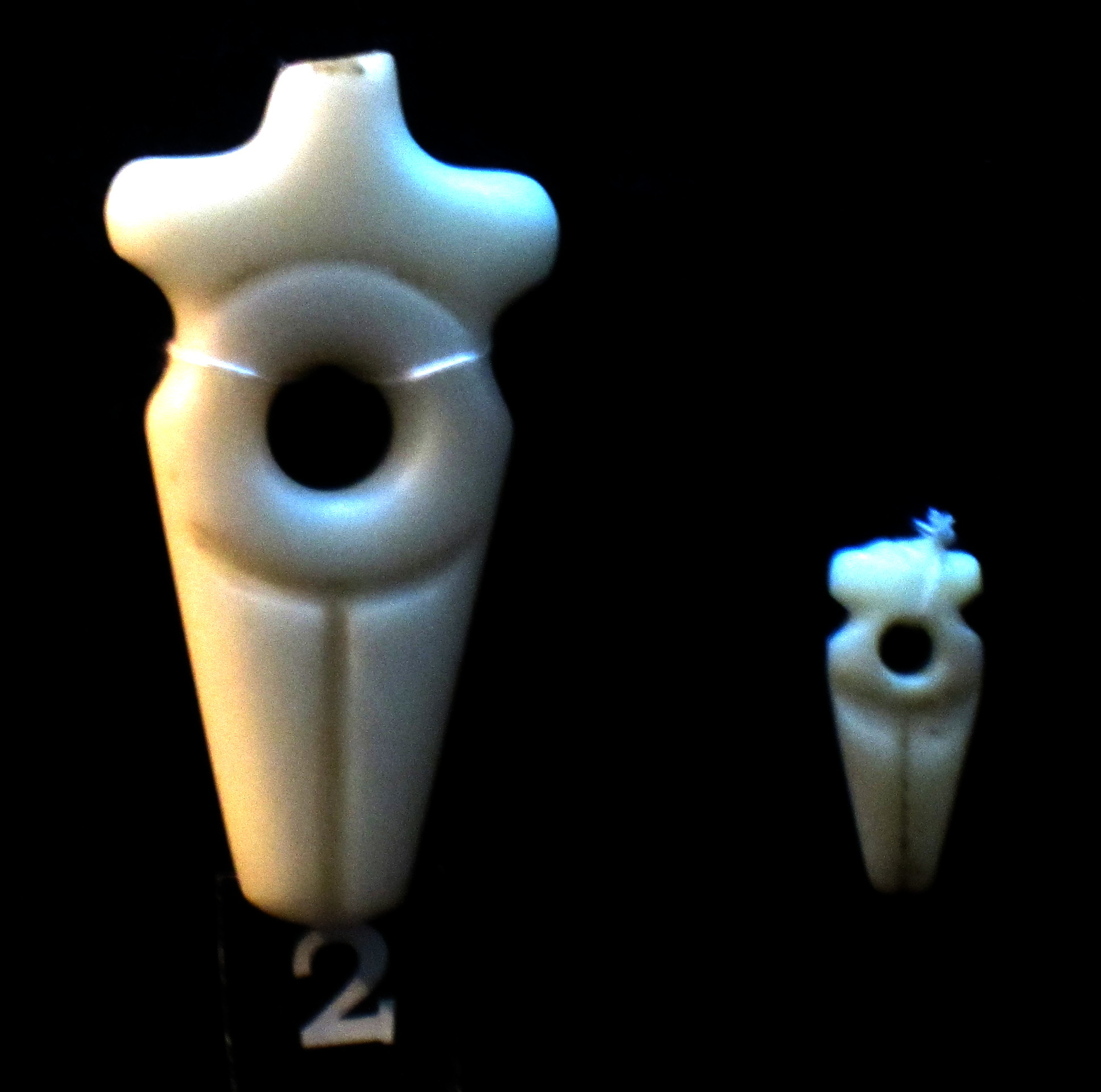
Figurines hamangiennes, Musée archéologique de Constanța.
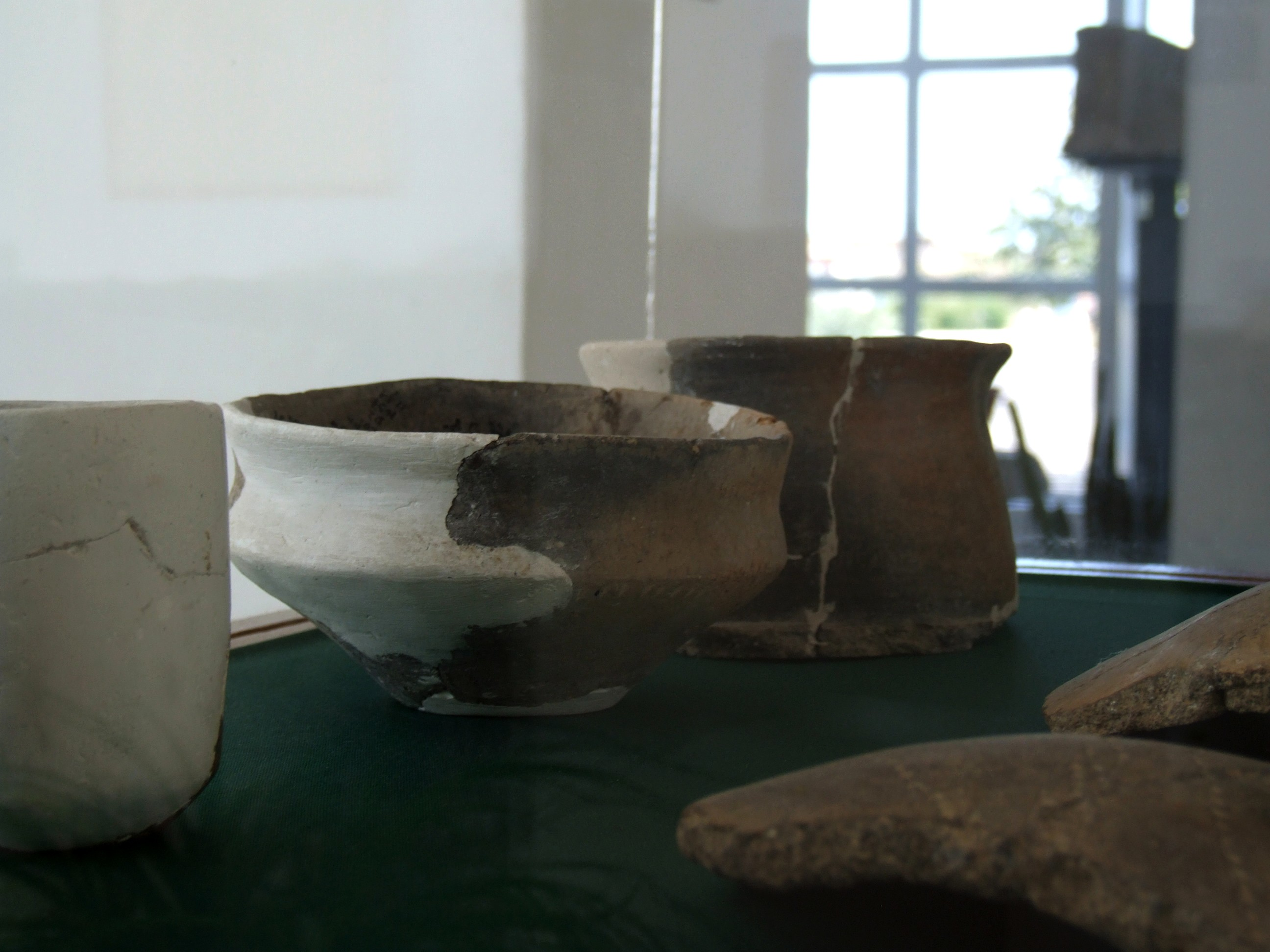
Section hamangienne du musée archéologique d'Histria : poteries
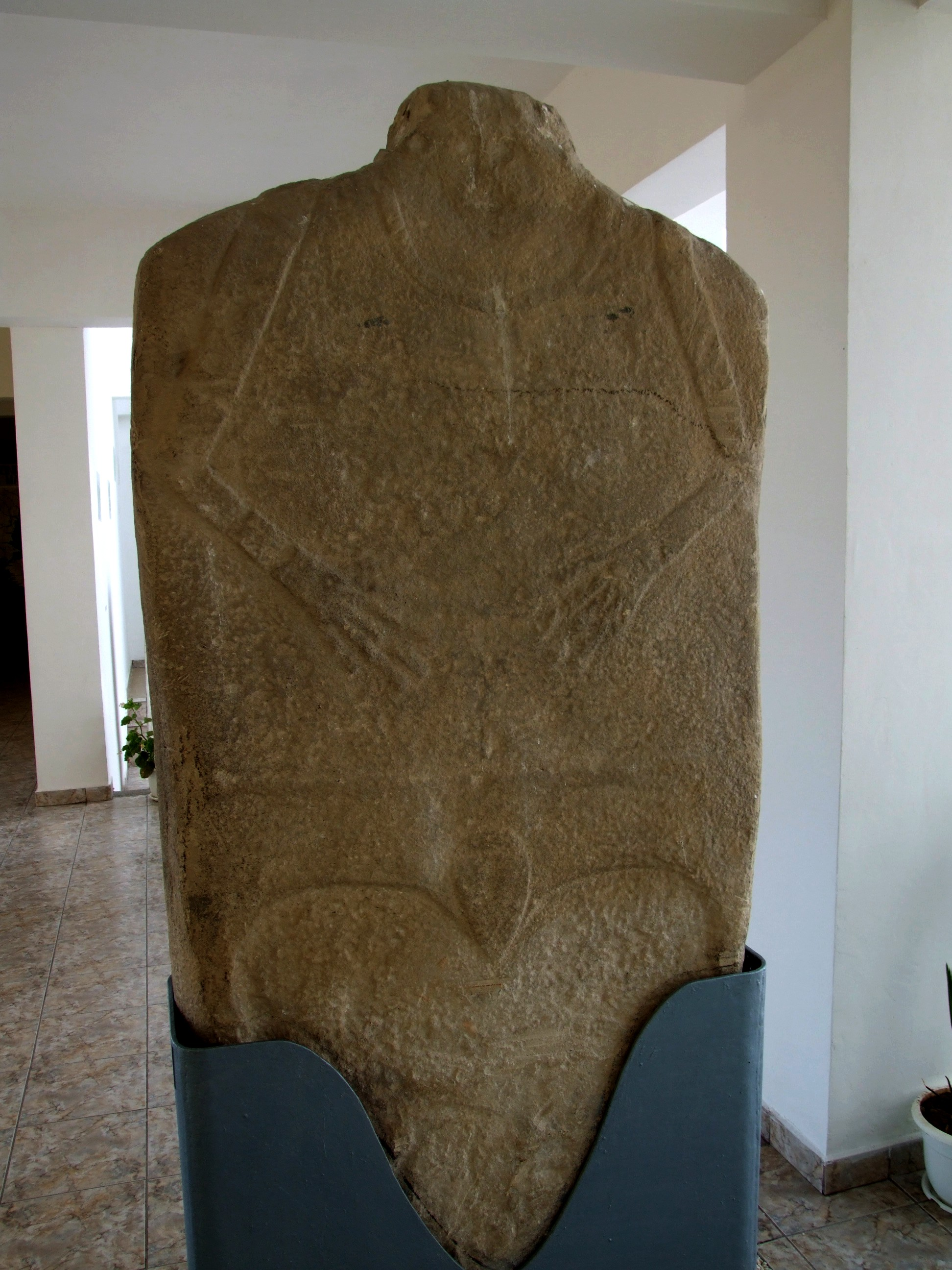
Menhir de Baia-Hamangia